# Dschudala
Die Dschudala waren ein mittelalterlicher Berberstamm Nordafrikas, der einst an der Atlantikküste des heutigen Mauretaniens lebte und einen bedeutenden Salzhandel betrieb. Sie gehörten zusammen mit anderen Berberstämmen dem Bund von Sanhādscha an.

## Etymologie
Die Dschudala oder Dschodala, manchmal auch Gudala, Godala oder Judala,  sind möglicherweise mit dem antiken Berberstamm der Gaetuler in Verbindung zu bringen.

## Geographie
Gemäß einer Studie aus dem Jahr 1985 über westafrikanische Geschichte war die Mündung beidseitig des Senegal vormals Siedlungsgebiet der Dschudala. Ihre Hauptansiedlung war Naghira. An der Küste lebten sie von Fisch- und Schildkrötenfang. Sie bauten Salzvorkommen bei der Insel Awlil (dem heutigen In-Wolalan) nördlich der Senegalmündung ab und kontrollierten eine Handelsroute nach Südmarokko mit ihren recht schnellen Dromedaren (nadjib, Plural nudjub). Salz wurde auch bei Ijiil gewonnen und mittels Karawanen abtransportiert.
Ein südlicher Nachbar ihres Territoriums war das Reich von Takrur. Weiter östlich in der heutigen Region Adrar siedelte der Berberstamm der Lamtuna.

## Geschichte
Im Zuge des zweiten Feldzuges der Almoraviden gegen Sidschilmasa im Jahr 1056 kam es zum Zerwürfnis zwischen den Dschudala und den Lamtuna, wobei die Dschudala den Kampfbund aufkündigten. Als Yahya ibn Umar, der Anführer der Lamtuna, ins Adrar zur Festung Ardschi bei Azougui vorrückte und davor stand, Unterstützung aus dem Reich Takrur im Senegal zu erhalten, attackierten die Dschudala mit 30.000 Kriegern und es kam zur Schlacht von Tabfarilla, die mit einer Niederlage der Lamtuna und dem Tod ihres Anführers endete.
Im Verlauf des 14. Jahrhunderts wird der Stamm der Dschudala zusammen mit dem arabischen Stamm der Dhawu Hassan aus der Gruppe der Makil im Süden der Saguia el Hamra (Westsahara) angetroffen. Später zogen sie wieder zurück nach Mauretanien. Heute sind sie nahezu verschwunden und es bestehen nur noch kleine Splittergruppen.

## Persönlichkeiten
- Yahya ibn Ibrahim. Er war von 1034 oder 1038 bis zu seinem Tode im Jahr 1045 Anführer des Bundes von Sanhadscha.